# Ophiocten hastatum
Ophiocten hastatum är en ormstjärneart som beskrevs av George Richard Lyman 1878. Ophiocten hastatum ingår i släktet Ophiocten och familjen fransormstjärnor. Inga underarter finns listade i Catalogue of Life.